# Did Anyone Approach You?
«Did Anyone Approach You?» es el tercer sencillo y último europeo del álbum Lifelines de a-ha. Fue grabado en Alabaster Room de Nueva York entre junio de 2001 y enero de 2002.

## Lista de canciones
1. «Did Anyone Approach You?» (Versión Original del Álbum) (4:11)
2. «Did Anyone Approach You?» (Turner Remix) (3:43)
3. «Did Anyone Approach You?» (Reamped) (4:51)
4. «Did Anyone Approach You?» (Tore Johansson Remix) (5:55)
5. «Afternoon High» (Versión Demo) (4:40)
6. «Did Anyone Approach You?» (Video Clip) (4:11)

## Video
El video musical fue filmado en Lauren Savoy, en Ullevaal Stadion el 8 de junio de 2002. El tema era el primer concierto en el Lifelines tour, denominado "Afternoon High" (Alta tarde). Este tuvo la mayor asistencia de los conciertos, en el estadio de Oslo.
https://m.youtube.com/watch?v=fwg8HYfmhO0 Video Oficial de "Did Anyone Approach You?" De a-ha.
- Datos: Q536338